# Burgfried (Gemeinde Bad Leonfelden)
Burgfried ist eine Ortschaft in der Stadtgemeinde Bad Leonfelden im Mühlviertel in Oberösterreich. Die Ortschaft hat 2124 Einwohner (Stand: 1. Jänner 2024).

## Geographie
Die Ortschaft liegt im Leonfeldner Hochland und schließt direkt an das Stadtzentrum von Leonfelden an. Sie ist Teil der Katastralgemeinde Leonfelden. Zur Ortschaft Burgfried gehören 565 Adressen (Stand: 1. April 2020). Sie umfasst das gleichnamige Dorf Burgfried und die Einzelsiedlung Au.
Burgfried befindet sich im Einzugsgebiet des Flusses Große Rodl.

## Geschichte
Laut Adressbuch von Österreich waren im Jahr 1938 in Burgfried zwei Gastwirte, ein Gerber, ein Maler und Anstreicher, ein Maurermeister, ein Mühlenbauer, eine Mühle samt Sägewerk, ein Rauchfangkehrer, ein Schmied, ein Schneider und eine Schneiderin, ein Schnittwarenhändler, ein Schuster, ein Wagner und ein Landwirt mit Direktvertrieb ansässig.

## Kultur und Sehenswürdigkeiten

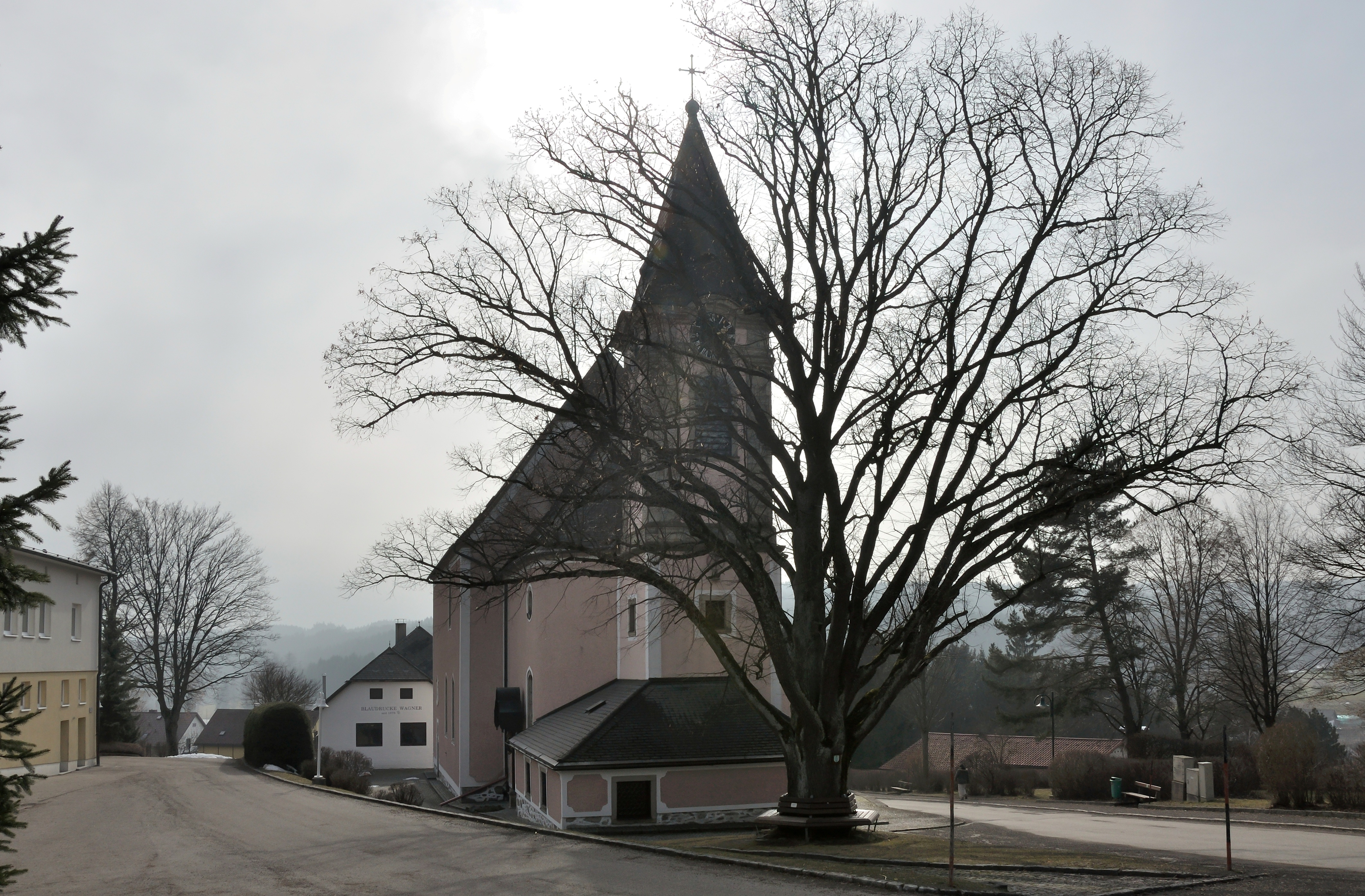
Wallfahrtskirche Maria Schutz am Bründl (2013)

Die Wallfahrtskirche Maria Schutz am Bründl steht auf einem leicht abfallenden Terrain und stammt in ihrer heutigen Form aus dem 18. Jahrhundert. Das Anfang des 20. Jahrhunderts erbaute Bezirksgericht Leonfelden weist eine späthistoristische Fassade auf. Beide Gebäude stehen unter Denkmalschutz, ebenso die Burgfriedsäule beim Grundstück Ringstraße 37 und die Kühbacherl-Kreuzsäule beim Grundstück Weinzierler Straße 33.

## Bildung
Das Bundesschulzentrum Bad Leonfelden beherbergt das Bundes-Oberstufenrealgymnasium Bad Leonfelden und die Bad Leonfeldner Tourismusschulen.